# 企業ブランディング
企業ブランディング（きぎょうブランディング）とは、企業経営における第5の経営資源といわれる「ブランド」を戦略的に高める施策、方策のことである。特に社会における企業信頼を高める方策のこと指してを「企業ブランディング」と言う。

## 概要
企業ブランディングが浸透したのは1980年代と言われている。近年ではブランド力を上げるためにロゴや社名を変更する企業も見られるようになった。最近では、DoCoMoのロゴの変更や松下電器産業のPanasonicへの社名変更などが有名である。
企業ブランディングは、その企業の持つ文化や歴史など感情的な面も含めた総合的な特色を消費者に伝えていく側面が強い。企業ブランディングの成功事例としてよく名前の挙がるサントリーでは、“水と生きる SUNTORY”をスローガンに掲げ、東大とのコラボレーションWEBコンテンツ『「水の知」最前線』や、『サントリー天然水の森』による環境活動などを通じて企業としてのブランディングを確立している。
近年では、保守的と言われている金融業界においても企業ブランディングが浸透してきており、みずほ銀行はブランドスローガンに“One MIZUHO 未来へ。お客さまとともに”を掲げてブランディングを推進している。また、りそな銀行ではブランドスローガンに“想いをつなぐ、未来を形に。Next Action”を掲げ、コミュニケーションキャラクターの『りそにゃ』を起用したり女性向けコンテンツを集約した『RESONA for Women』を運営することによってブランドイメージの向上に努めている。
これらの企業ブランディングは、一般的に競合他社との差別化が難しい成熟市場においては極めて有効な経営戦略の１つと言われている。
企業ブランディングは定義そのものが一般的に浸透しておらず、USP（Unique Selling Proposition）と混同されることがある。USPは企業が持つ強みで、古くは三越の「現銀掛け値なし」や、馴染みのあるものだと稲葉物置の「100人乗っても大丈夫！」などが有名である。これらのスローガンは企業ブランディングとは異なり、商品やサービスそのものの強みを伝えるメッセージとなっている。学術団体については、1951年4月21日、日本商業学会が慶應義塾大学教授向井鹿松を初代会長として設立された。

## 企業ブランディングを手がける著名人
- 伊田光寛
- 稲吉紘実
- 佐藤可士和